# Parque Ecológico de Indaiatuba
O Parque Ecológico de Indaiatuba, oficialmente denominado Parque Ecológico Prefeito Dr. Clain Ferrari, é o mais importante parque urbano do município de Indaiatuba. A primeira etapa de sua extensão foi inaugurada em 1992. O Parque foi planejado originalmente pelo arquiteto e urbanista Ruy Ohtake.
O Parque margeia o Córrego Barnabé em quase toda a sua extensão.
As avenidas marginais ao Parque formam a Avenida Engenheiro Fábio Roberto Barnabé.

## Proposta original
A denominação original do Parque foi decretada em 1991 pelo prefeito Clain Ferrari como Parque Ecológico Presidente Fernando Collor de Mello, homenageando o presidente que disponibilizou verbas federais para as obras, mas acabou sendo revogada em 1994, devido ao impeachment de Collor do cargo de presidente da República em 1992.

## Esporte, lazer e cultura
Além das áreas verdes com bosques, lagos e jardins, estão instalados ao longo da extensão do Parque vários equipamentos e edificações destinados a prática de esportes, lazer e cultura.